# مايك جين
مايكل أ. جين (بالإنجليزية: Michael A. Gin)‏ (بالصينية: 甄榮峰) هو رئيس بلدية ريدوندو بيتش، كاليفورنيا سابقا ومرشح جمهوري في انتخابات 2011 الخاصة لملء المقعد في الدائرة السادسة والثلاثين للكونغرس بولاية كاليفورنيا الذي ترك شاغرا بعد استقالة جين هارمان.

## النشأة والتعليم
ولد جين في منطقة ساوث باي في لوس أنجلوس، كاليفورنيا لأبوين أميركيين من أصل صيني.
حصل جين على بكالوريوس العلوم في علوم الحاسوب من جامعة كاليفورنيا الجنوبية في عام 1984. وأكمل جين في عام 2007 برنامج كلية جون إف كينيدي للحكومة بجامعة هارفارد لكبار المسؤولين التنفيذيين في حكومة الولاية والحكومة المحلية التابع لزمالة القيادة في مؤسسة ديفيد بونيت لمعهد نصرة المثليين (بالإنجليزية: Harvard University's John F. Kennedy School of Government program for Senior Executives in State and Local Government as a David Bohnett Foundation LGBTQ Victory Institute Leadership Fellow)‏.

## الحياة المهنية
خدم جين في مجلس مدينة ريدوندو بيتش من عام 1995 إلى عام 2003. وتم انتخابه رئيسًا لبلدية ريدوندو بيتش في مايو 2005 بعد حصوله على 61% من الأصوات في انتخابات الإعادة ضد عضو المجلس وزميله من الحزب الجمهوري جيرارد بيسينيانو. لم يواجه جين أي معارضة أثناء محاولة إعادة انتخابه لمنصب رئيس البلدية في مارس 2009. 
أعلن جين في 1 مارس 2011 أنه سيكون مرشحًا في الانتخابات الخاصة لملء المقعد في الدائرة السادسة والثلاثين للكونغرس بولاية كاليفورنيا التي تركت شاغرة بعد استقالة جين هارمان. ولكنه احتل المركز الخامس في الانتخابات التمهيدية في 17 مايو 2011.

## الحياة الشخصية
جين مثلي الجنس علنا، وتزوج زوجه كريستوفر كريدل في كاليفورنيا عام 2008.